# 西德尼花园
西德尼花园（Sydney Gardens）原名巴斯欢乐花园（Bath Vauxhall Gardens）) 是英格兰萨默塞特郡巴斯的一个公共开放空间，位于大普尔特尼街尽头。它是英国目前仅存的一处十八世纪欢乐花园（pleasure gardens；"Vauxhall" gardens）。 已列为二级登录历史公园和园林（Register of Historic Parks and Gardens of special historic interest in England）。
花园开辟1790年代，由托马斯·鲍德温规划，查尔斯·哈科特·马斯特斯完成。作为一个商业休闲花园，布置了各种景点，包括迷宫、石窟、假城堡和人工乡村场景，有使用钟表机制驱动的活动人物。这里举行的公共早餐活动，吸引了简·奥斯汀等人参加。这里也是一年一度的花展的场地。其布局受到1810年修建肯尼特和雅芳运河和1840年经过花园的大西部铁路的影响。花园后来衰落了。 1908年，该地块被当地议会收购，并重新开放为公园。自2015年以来，已着手改善公园环境，并为游客提供更多的景点。
花园旁的西德尼酒店曾是娱乐中心，现在是霍本博物馆。其他建筑，包括与运河和铁路相连的墙壁和桥梁，都是登录建筑，此外还有一些小型建筑，包括亭子、米涅尔瓦神庙和公共厕所。12米高的米涅尔瓦神庙，是为在水晶宮庆祝的帝国节（Festival of Empire），而建于1911年，后来迁到西德尼花园。

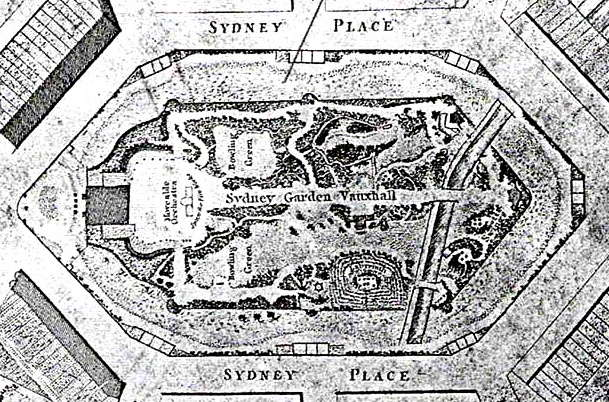
1810年规划

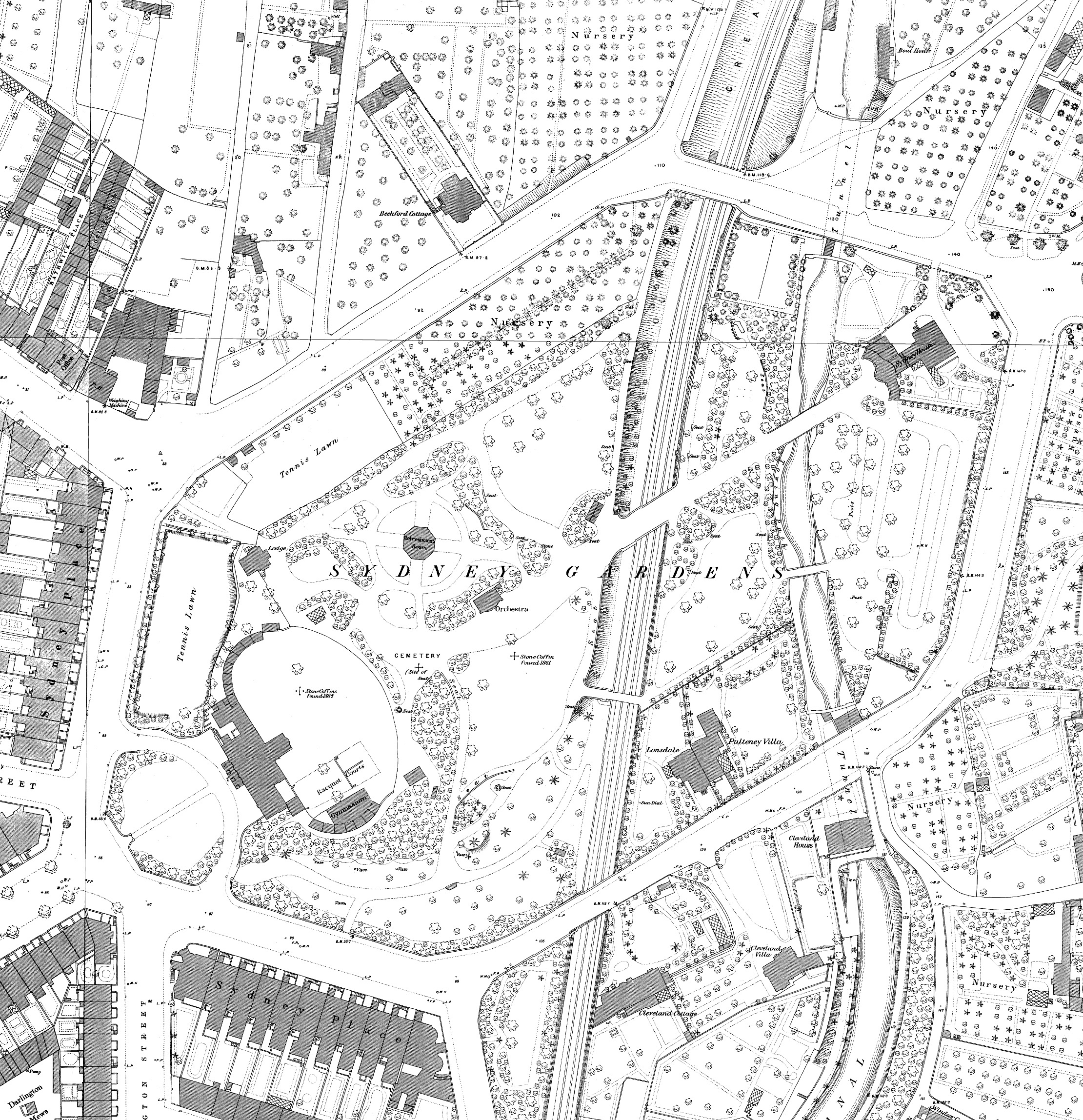
1886年地图

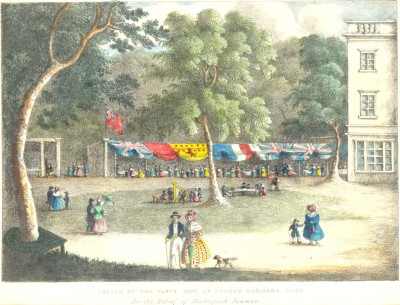